# Gnamptogenys biroi
Gnamptogenys biroi är en myrart som först beskrevs av Carlo Emery 1901.  Gnamptogenys biroi ingår i släktet Gnamptogenys och familjen myror. Inga underarter finns listade i Catalogue of Life.

## Bildgalleri

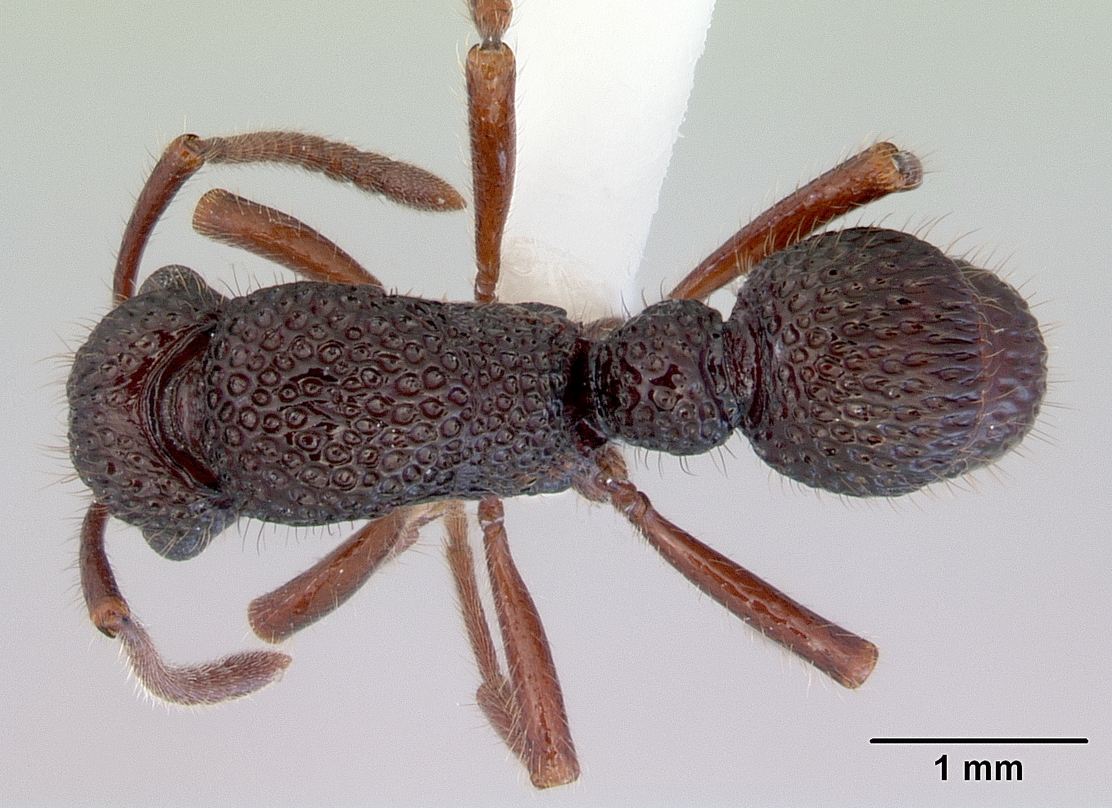
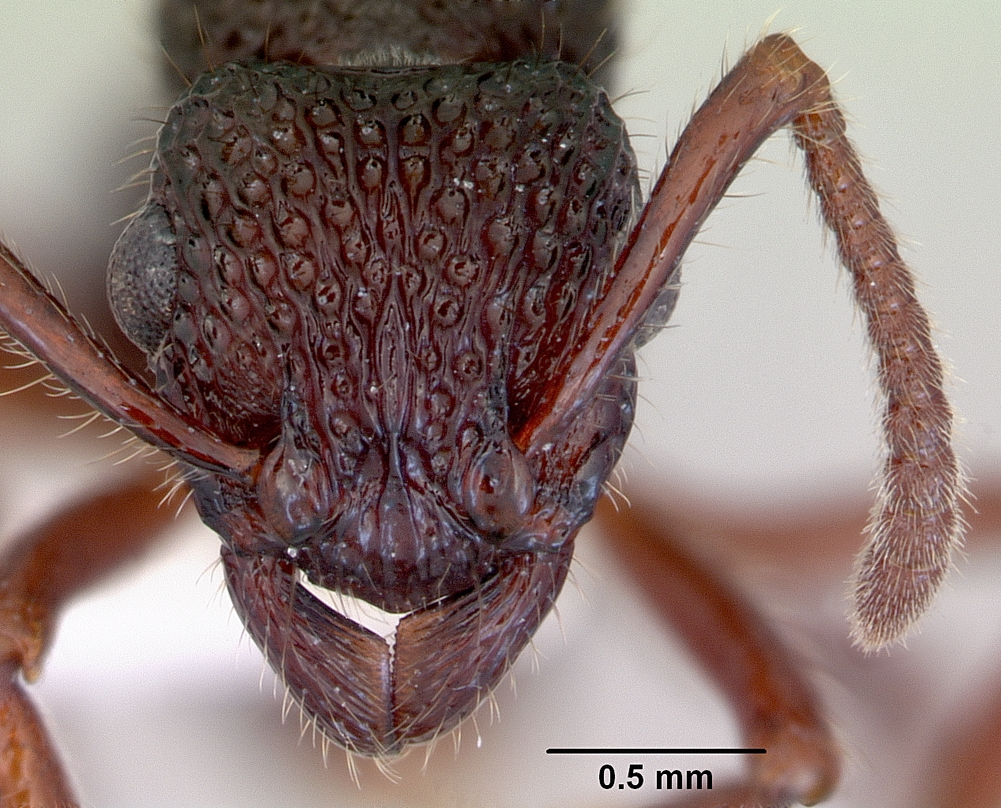
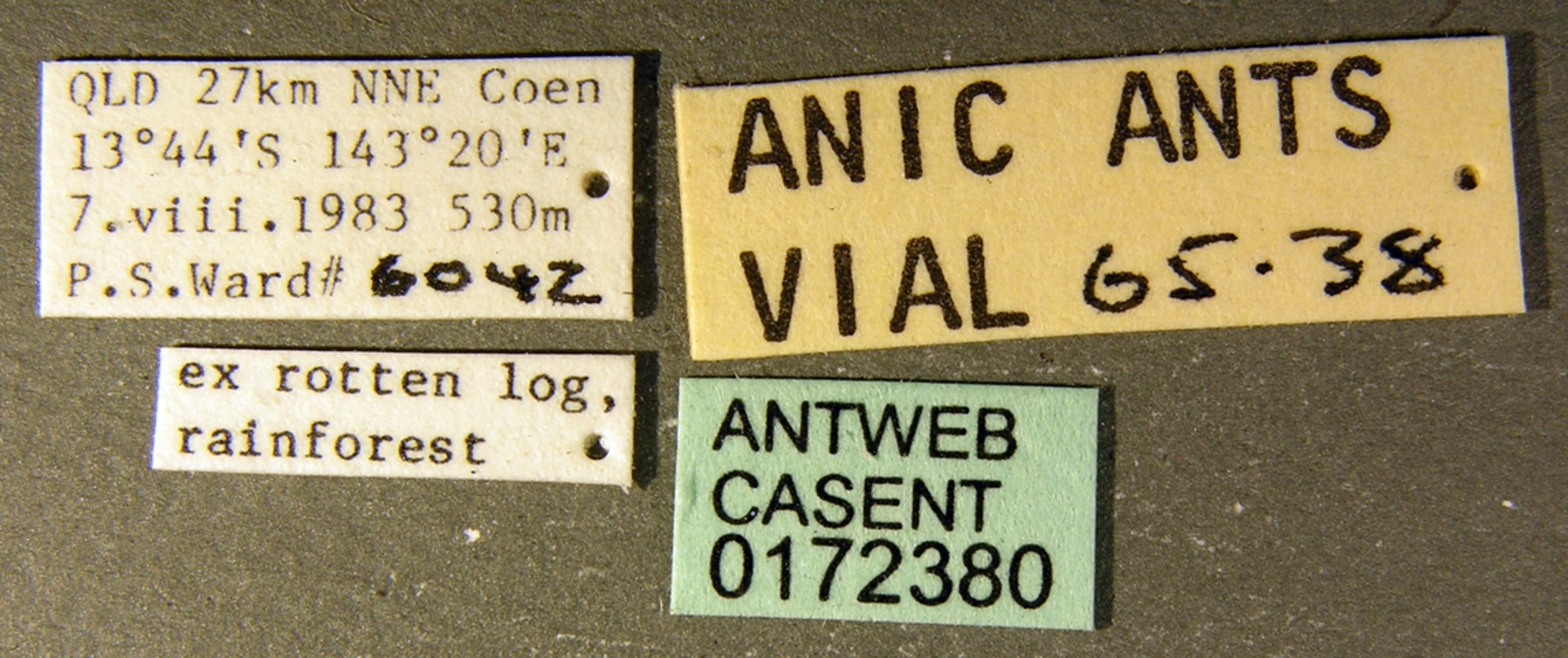
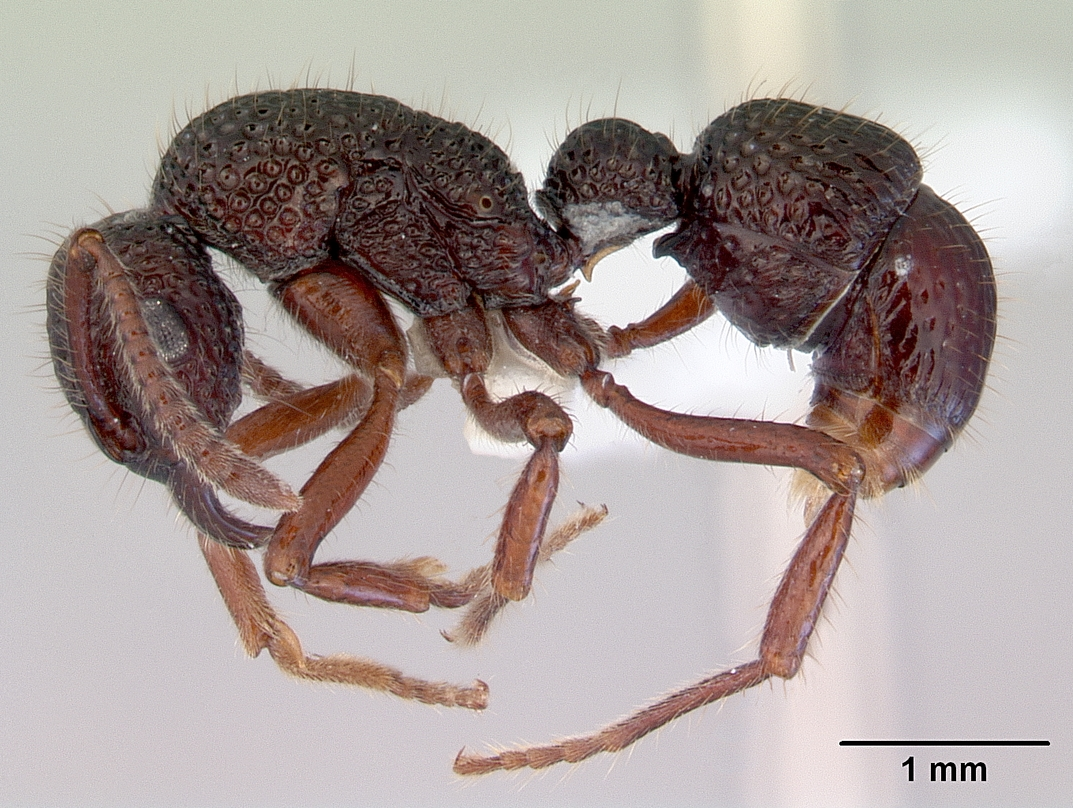
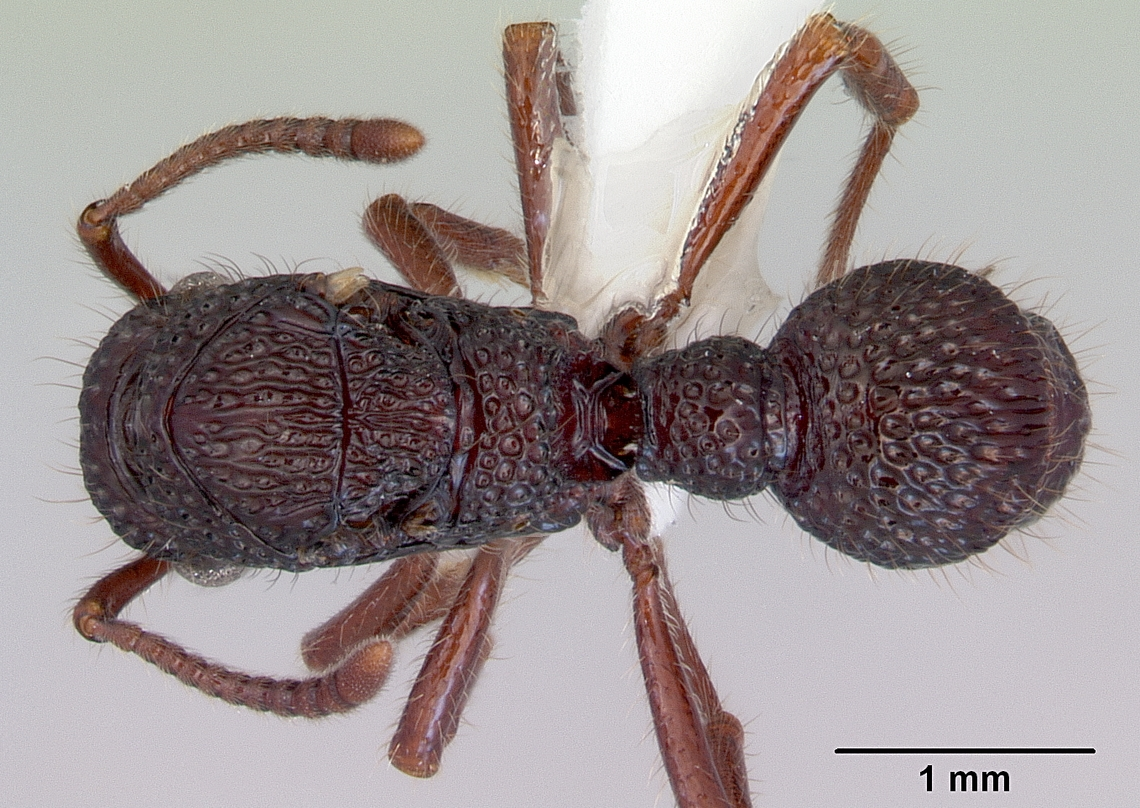
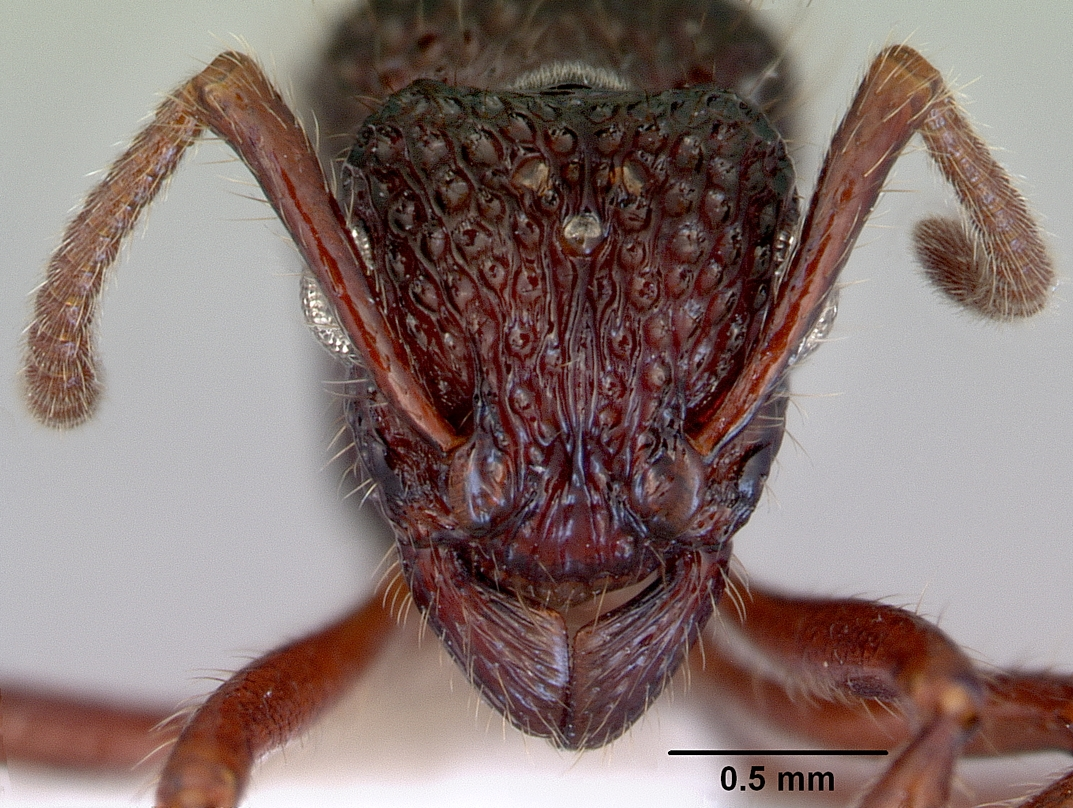